# Heinz-Dieter Derigs
Heinz-Dieter Derigs, teilweise auch nur Dieter Derigs genannt, (* 19. Oktober 1953) ist ein ehemaliger deutscher Fußballspieler. Der Offensivspieler lief für den Freiburger FC in den 1970er und 1980er Jahren in der zweitklassigen Regionalliga Süd und 2. Bundesliga auf.

## Sportlicher Werdegang
Derigs spielte in der Jugend für den SC Freiburg und anschließend den Freiburger FC. Vor der Regionalliga-Spielzeit 1972/73 rückte er in den Kader der Wettkampfmannschaft auf, in der Trainer Hans Wendlandt nach einem sechsten Platz im Vorjahr mit den Abgängen von Hubert Birkenmeier, Josef Hofmeister, Nedelko Vukoje, Helmut Siebert, Hubert Windsperger, Karl-Heinz Mießmer und Harald Hess einen Umbruch in der Mannschaft managen musste, da die Neuverpflichtungen Karl Armbrust, Klaus Bury, Ottmar Gschwendtner, Herbert Maciossek, Dragan Matić und Ernst Rentschler teilweise aus dem Nachwuchsbereich oder von Amateurklubs zum Klub stießen. Entsprechend schwerfällig verliefen die folgenden beiden Spielzeiten, in denen die Mannschaft in den Abstiegskampf rutschte – infolgedessen übernahmen Werner Bickelhaupt im Februar 1973 und Wolf-Dieter Siebert zwei Monate später das Traineramt. War zunächst noch auf dem letzten Nichtabstiegsplatz der Gang in die Drittklassigkeit vermieden worden blieb unter Neutrainer Hans Hipp sowie dessen Nachfolger Rudolf  Reitmayer ab Jahresbeginn 1974 den Erfolg aus und am Ende der Regionalliga-Spielzeit 1973/74 verpasste sie als Tabellenvorletzte die Qualifikation für die neu gegründete 2. Bundesliga.
Nachdem Derigs zu Zweitligazeiten noch vornehmlich Ergänzungsspieler gewesen war – in den zwei Spielzeiten bestritt er insgesamt 26 Regionalligapartien und erzielte dabei zwei Tore – rückte er unter Trainer Gyula Lóránt in der 1. Amateurliga Südbaden vermehrt in die Stammformation. Nach einer 1:2-Niederlage gegen Tabellenführer Offenburger FV und einem anschließenden Rückstand von elf Punkten auf die Tabellenspitze wurde Lóránt im Dezember 1974 durch Siebert ersetzt, unter dem der Klub als Tabellensechster die Spielzeit beendete. Der Schlussendspurt der Spielzeit 1975/76 war dafür umso spannender. Vor dem vorletzten Spieltag lag der FFC zwei Punkte hinter dem punktgleichen Duo SC Baden-Baden und FC Villingen, hatte dabei jedoch gegenüber den Villingern eine um sechs und gegenüber den Baden-Badenern drei Tore schlechte Tordifferenz. Nach einem 3:0-Erfolg über den FC Villingen am, bei dem Derigs den 1:0-Führungstreffer erzielte, war der Klub zunächst virtuell mit dem SC Baden-Baden gleichauf, der einen Tag später jedoch sein vorletztes Saisonspiel im Wissen um das Ergebnis mit einem 9:1-Auswärtserfolg beim bereits abgestiegenen Tabellenschlusslicht 1. FC Rheinfelden gewann und sich somit mit vor dem letzten Spieltag mit einer um sieben Tore besseren Tordifferenz an die Ligaspitze setzte. Am letzten Spieltag entführte zwar der FFC mit einem 2:1-Auswärtserfolg beim SC Baden-Baden (Charly Schulz und Dieter Steinwarz trafen für die Freiburger, Werner Bartenbach für die Baden-Badener) zwei Punkte und beendete die Spielzeit punktgleich mit dem Konkurrenten, landete aber wegen der Tordifferenz nur auf dem dritten Platz – denn der FC Villingen deklassierte den Vorjahresmeister und Tabellenvierten Offenburger FV mit einem 8:0-Erfolg und zog somit an beiden Mannschaften im Endklassement vorbei. Nach Verzicht des SC Baden-Baden nahm der Freiburger FC an der Deutschen Amateurmeisterschaft 1976 teil. Bei den Erstrundenduellen gegen den FC Wacker München war Derigs als zweifacher Torschütze beim 4:1-Auswärtserfolg im Hinspiel am Weiterkommen maßgeblich beteiligt, das Rückspiel verlor man zuhause 1:3. Im Viertelfinale erwies sich der spätere Finalist VfR OLI Bürstadt mit zwei Siegen ohne Gegentor als zu stark.
Nachdem Georg  Gawliczek vor der Amateurliga-Spielzeit 1976/77  das Traineramt übernommen hatte, gelang der Mannschaft als Südbadischer Meister mit 13 Punkten Vorsprung auf den Lokalrivalen und Vizemeister SC Freiburg die Rückkehr in den Profifußball, als in der anschließenden Aufstiegsrunde die Mannschaft in ihren sechs Spielen gegen den SSV Ulm 1846, den SV  Neckargerach und den SSV Reutlingen 05 ohne Punktverlust blieb. Nachdem Derigs dabei in den ersten drei Spielen nur als Einwechselspieler zum Zug kam, sich aber dabei mit drei Toren für die Startelf zu empfehlen wusste, zeigte er sich am Ende für acht der 22 in der Aufstiegsrunde erzielten Treffer verantwortlich. Hinter Karl-Heinz Mießmer, dem 13 Saisontreffer gelangen, war er in der Zweitliga-Spielzeit 1977/78 mit zehn Toren zweitbester vereinsinterner Torschütze und erreichte mit dem Liganeuling den 13. Platz. An der Seite von Karl-Heinz Bente, Johann Ettmayer, Hubert Birkenmeier, Uli Bruder, Alfred Metzler und Peter Karvouniaris war er auch in der Folgezeit über weite Strecken Stammspieler, als sich der Klub im mittleren Tabellenbereich der zweiten Spielklasse etablierte. Dabei fiel er nach einem im Spiel gegen die Stuttgarter Kickers am 24. März 1979 erlittenen Schien- und Wadenbeinbruch zwischenzeitlich längere Zeit aus.
Nach dem Abstieg am Ende der Zweitliga-Spielzeit 1981/82 blieb Derigs dem Klub treu. Unter Trainer Hans Linsenmaier verpasste er mit der Mannschaft in der Oberliga Baden-Württemberg zunächst als Tabellensechster den direkten Wiederaufstieg, in der Spielzeit 1983/84 gelang unter Linsenmaiers Nachfolger Lutz Hangartner die Oberliga-Meisterschaft – gemeinsam mit Henry Schüler war er dabei mit neun Saisontreffern vereinsintern bester Torschütze. Auch in der Aufstiegsrunde zeichnete sich Derigs mit drei Treffern als torgefährlicher Spieler aus, hinter dem FC 08 Homburg und dem VfR Bürstadt reichte es jedoch nur zum dritten Platz. Nach einem Platz im Mittelfeld gelang zwei Jahre später im Duell mit dem SSV Ulm 1846 um die Meisterschaft noch einmal der zweite Platz, in der Deutschen Amateurmeisterschaft 1986 scheiterte die Mannschaft jedoch früh an Wormatia Worms. Anschließend beendete Derigs seine aktive Laufbahn.